# Johanna Vogt
Johanna Sophia Wilhelmine Caroline Vogt (* 16. Juni 1862 in Elberfeld; † 12. März 1944 in Berlin) war eine deutsche Frauenrechtlerin und ab 1919 die erste Frau im Stadtrat von Kassel.

## Herkunft
Johanna Vogts Vater Gideon Vogt (1830–1904) war zum Zeitpunkt ihrer Geburt Lehrer am Gymnasium in Elberfeld. Nach Stationen als Direktor des humanistischen Landesgymnasiums im Fürstentum Waldeck, der heutigen Alten Landesschule, in Korbach (1862–1867) und als Direktor des Königlichen Gymnasiums in Wetzlar (1867–1870) wurde er 1870 als Direktor an das Lyceum Fridericianum in Kassel berufen. Ihre Mutter Luise Sophie geb. Cauer (1840–1918) war eine Tochter des Pächters der Staatsdomäne Fasanenhof bei Kassel, Paul Ehrhard Cauer (1796–1862). Johanna hatte einen zwei Jahre älteren Bruder, Paul August Heinrich Otto Gottfried Vogt (1860–1927), der promovierte und Privatgelehrter wurde.

## Leben
Johanna Vogt wuchs in Kassel auf und studierte nach Abschluss ihrer schulischen Ausbildung Kunstgeschichte. Sie wurde Privatlehrerin, unterrichtete Kunst und Kunstgeschichte an der Volkshochschule und war in dem bereits 1913 gegründeten Kasseler Frauenstimmrechtsverein aktiv. Daneben engagierte sie sich vorrangig in der Sozial-, Bildungs- und Kulturpolitik. So ist sie bereits 1907 als „Actionärin“ (Mitglied)  des Kasseler Kunstvereins und 1913 als Mitglied der Kurhessischen Gesellschaft für Kunst und Wissenschaft verzeichnet.
Sie war Mitglied der linksliberalen Deutschen Demokratischen Partei (DDP) an, die 1918 aus der Fortschrittlichen Volkspartei hervorging. Nachdem das aktive und passive Frauenwahlrecht am 12. November 1918 in Deutschland eingeführt worden war, wurde Johanna Vogt als erste Frau im Oktober 1919 zur (unbesoldeten) Stadträtin in Kassel gewählt.
1922–1923 war sie eines der sechs lutherischen Mitglieder (und unter diesen die einzige Frau) des Verfassungsausschusses der Verfassunggebenden Kirchenversammlung, die die 1924 verabschiedete gemeinsame Verfassung der nunmehr Evangelische Landeskirche in Hessen-Cassel genannten Landeskirche ausarbeitete, in der die lutherischen, reformierten und unierten Gemeinden vereinigt waren.
1929 erhielt sie als Nachfolgerin des Abgeordneten Friedrich Wilhelm Seibert einen Sitz im Kurhessischen Kommunallandtag des preußischen Regierungsbezirks Kassel, aus dessen Mitte sie ein Mandat für den Provinziallandtag der Provinz Hessen-Nassau erhielt.
Sie blieb Stadträtin bis 1933, als die 1930 aus der Vereinigung der DDP mit der Volksnationalen Reichsvereinigung entstandene Deutsche Staatspartei (DStP) nach der Machtergreifung der Nationalsozialisten im Rahmen der Gleichschaltung am 28. Juni 1933 aufgelöst wurde und das Preußische Gemeindeverfassungsgesetz vom Dezember 1933 die gewählten Gemeindevertretungen abschaffte.
Johanna Vogt kam bei einem Bombenangriff auf Berlin in der Nacht vom 11. zum 12. März 1944 ums Leben.

## Ehrung
Auf der Marbachshöhe in Kassel-Wilhelmshöhe ist eine Straße nach ihr benannt. Dort befinden sich ebenso die nach den 1919 in die Kasseler Stadtverordnetenversammlung gewählten Frauen Minna Bernst, Elisabeth Consbruch, Julie von Kästner, Johanna Wäscher und Amalie Wündisch benannten Straßen.